# Stilpnus laevis
Stilpnus laevis là một loài tò vò trong họ Ichneumonidae.